# Thomas Jennefelt
Thomas Jennefelt (* 1954 in Huddinge bei Stockholm) ist ein schwedischer Komponist.

## Leben und Wirken
Thomas Jennefelt studierte von 1974 bis 1980 Komposition an der Royal Academy of Music in Stockholm bei Gunnar Bucht und Arne Mellnäs. Seitdem arbeitet er als freischaffender Komponist. Von 1994 bis 2000 hatte er die Stelle des Präsidenten der Society of Swedish Composers inne. Seit 2004 ist er Vizepräsident der Königlich Schwedischen Musikakademie.
In den Kompositionen von Thomas Jennefelt ist sein Interesse an der engen Wort-Ton-Beziehung in der Tradition der Komponisten der Reformation wie Heinrich Schütz deutlich spürbar. Jennefelt zieht dabei seine eigenen Texte wie auch verschiedene literarische Quellen heran. Seine Musik hat daher ein starkes vokales Profil, von Chormusik bis hin zur Oper.
Warning to the rich (1977) für gemischten Chor war ein früher Erfolg und wird immer wieder auf der ganzen Welt aufgeführt. O Domine (1983), das auf den Requiem-Texten basiert, erfreut sich ebenfalls einer weiten Verbreitung. Mit denselben Heine-Gedichten, die auch Robert Schumann benutzte, komponierte er 1990 für gemischten Chor und Solisten die Dichterliebe für den Schwedischen Rundfunkchor. Music for a big church, das im selben Jahr entstand, eröffnet den Weg in einen neuen, eher minimalistischen Chorstil, den er auch in den Villarosa sequenses (1993–2001, Villarosa sarialdi, Aledi floriasti, Claviante brilioso etc.) nutzt.
Thomas Jennefelt arbeitet mit international hervorragenden Vokalensembles wie den Swingle Singers, dem Niederländischen Kammerchor, dem Chor des Bayerischen Rundfunks, dem Athesinus Consort Berlin und dem Vocalconsort Berlin zusammen. 1990 wurde seine Oper The Jesters Hamlet, in Anlehnung an ein Stück des schwedischen Autors Per Christian Jersild, in der Göteborger Oper uraufgeführt. Es handelt sich hier um eine Umschreibung von Hamlet, fokussiert auf die Akteure/Narren, die im ursprünglichen Stück erscheinen. 1994 wurde in Kopenhagen die Kammeroper The Vessel uraufgeführt. Hierfür schrieb der Komponist auch das Libretto. Die Handlung spiegelt unterschiedliche Aspekte des Reisens wider.
Unter Jennefelts Werken findet man Stücke wie Music by a mountain (1992) für Orchester, Black tracks (1990) für Streicher und Music for a builder of a cathedral (1984). Eine bemerkenswerte Komposition ist das Konzert für Trompete und Streicher Stockholm in May (2000) geschrieben für Håkan Hardenberger, uraufgeführt im Oktober 2000. Im Dezember 2004 wurde seine Oper Sports & Leisure in der Königlichen Oper in Stockholm uraufgeführt. 2008 wurde An die Hoffnung nach Friedrich Hölderlin für zehn Stimmen a cappella im Rahmen des Rheingau Musik Festivals uraufgeführt.
2009 wurde sein Dixit Dominus für Solisten, Chor und Streichorchester, uraufgeführt. 2010 führte der Schwedische Rundfunkchor und das Schwedische Radio-Symphonieorchester Nocturnal singing zum ersten Mal auf.
Am 15. September 2011 wurde das Musiktheater Paulus. Das ängstliche Harren der Kreatur, für Schauspieler, Doppelquartett, 2 Saxophone und Schlagwerk nach dem Libretto von Christian Lehnert in Berlin unter Beteiligung des Athesinus Consort Berlin und der Lilienfelder Cantorei Berlin in der Elisabethkirche uraufgeführt. Die Rolle des Paulus wurde von Jens Schäfer gespielt.
Thomas Jennefelts Werke erscheinen beim Gehrmans Musikförlag und dem Traditionsverlag Warner/Chappell Music, der der Warner Music Group angehört.

## CD-Veröffentlichungen mit Werken von Thomas Jennefelt
- SIGNALE. Werke von Kuhnau, Praetorius, Schütz, Bach, Kaminski, Jennefelt (Villarosa Sarialdi), mit Athesinus Consort Berlin u. a. Leitung Klaus-Martin Bresgott, 2011 (edition chrismon).
- Schläft ein Lied in allen Dingen. Romantische Vertonungen von Eichendorff, Hölderlin, Rilke von Hensel, Reger, Jennefelt (An die Hoffnung), Genzmer, Lauridsen, Schwemmer, mit Athesinus Consort Berlin, Lilienfelder Cantorei Berlin u. a. Leitung Klaus-Martin Bresgott, 2011 (edition chrismon).